# Прайс, Дуглас
Т. Дуглас Прайс (англ. T. Douglas (Doug) Price; род. 1945, Нью-Хейвен) — американский археолог, специалист по европейской преистории, в частности по мезолиту, а также по вопросам происхождения сельского хозяйства и неравенства. Доктор философии (1975).
Именной профессор-эмерит Висконсинского университета в Мадисоне, где проработал 37 лет.
Член НАН США (2018). Занимает также кафедру в Абердинском университете. Лауреат Pomerance Award (2015).
Провел детство в постоянных переездах, в частности пребывал в Луисвилле (штат Кентукки) и Канзас-Сити (Миссури). Большое влияние на него оказал год, проведенный в Цюрихе. С 1963 года учился в Мичиганском университете. Затем всю свою карьеру провел в Висконсинском университете в Мадисоне. В 1988 году основал там Лабораторию археологической химии. Являлся президентом SAS. Приглашенный профессор в Копенгагенском университете.
На протяжении 30 лет проводил полевые работы в восточной Дании.
Автор или редактор 24 книг, 200 статей. Соавтор выдержавшего ряд переизданий ведущего вводного учебника Images of the Past. Книги:
- An Introduction to Archaeological Chemistry (2010)
- The Origins of Agriculture: New Data, New Ideas (2011)
- Images of the Past 7e (2012)
- Europe Before Rome (2012)
- Ancient Scandinavia: An Archaeological History from the First Humans to the Vikings (Oxford University Press, Oxford, 2015)
- Principles of Archaeology (2018)